# Günther Ottendorfer

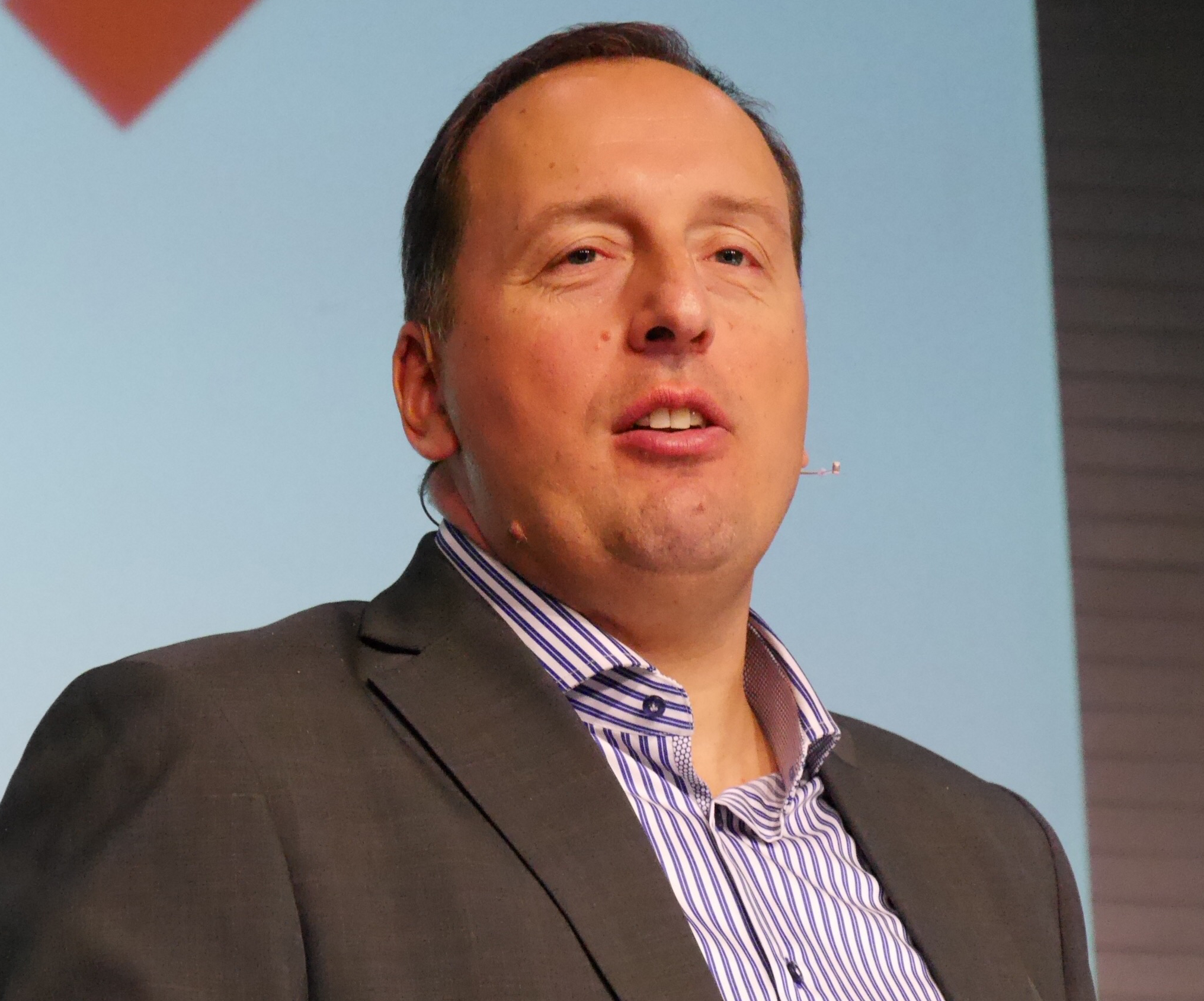
Günther Ottendorfer während einer Präsentation im Januar 2015.

Günther Ottendorfer (* 18. Dezember 1968 in Wien) ist ein österreichischer Manager und ehemaliger Chief Technical Officer (CTO) der Telekom Austria.

## Leben
Ottendorfer studierte von 1987 bis 1992 Informatik an der Technischen Universität Wien und schloss dieses Studium mit Auszeichnung ab.
Er begann seine berufliche Karriere 1990 bei Siemens Austria, zuerst als Software-Entwickler, später in der Kabelproduktion und im Verkaufsbereich in Österreich und Ungarn.
Im Jahr 1996 war er Gründungsmitglied des Mobilfunkanbieters max.mobil in Österreich. Weitere Stationen seiner Laufbahn sind unter anderem: COO bzw. CTO für T-Mobile Österreich, Technical Director für T-Mobile Deutschland, sowie europäischer Technologiedirektor für die unter T-Mobile International zusammengefasste Gruppe internationaler Mobilfunkbeteiligungen der Deutschen Telekom AG. 2004 bis 2006 war er in der österreichischen Wirtschaftskammer Vorsitzender der Berufsgruppe Telekommunikation.
2011 wurde Günther Ottendorfer zum Managing Director Network von Optus Singtel berufen, wo er die Netzwerk-Infrastrukturen für Mobilfunk, Festnetz, Kabel-TV und Satellitenübertragung sowie insbesondere die Einführung von LTE verantwortete.
Von September 2013 bis März 2015 war Günther Ottendorfer als Chief Technology Officer Vorstandsmitglied der Telekom Austria Group. Zu den Schwerpunkten seiner Tätigkeit gehörten die Steuerung der Investitionen der Telekom Austria Group in ihre Netzinfrastruktur sowie die Entwicklung und Erprobung neuer Innovationen und Technologien wie Network Function Virtualization und Software-defined networking. Im März 2015 wurde er jedoch vom Aufsichtsrat etwa eineinhalb Jahre vor Ablauf seines Vertrages, mit sofortiger Wirkung, aber ohne öffentliche Bekanntgabe von Gründen, durch Alejandro Plater ersetzt.
Seit Dezember 2014 ist er Board Member der Next Generation Mobile Networks (NGMN) Alliance, ein Gremium zur weltweiten Standardisierung zukünftiger Mobilfunkgenerationen (z. B. 4G/LTE oder 5G). Im August 2015 übernahm er als COO beim US-amerikanischen Mobilfunkbetreiber Sprint, Ende 2017 kehrte er nach Österreich zurück.
Er ist verheiratet und hat drei Töchter.